# SV 08 Steinach
Der SV Steinach ist ein deutscher Sportverein in der thüringischen Stadt Steinach.

## Geschichte
In der Vergangenheit wurde die Stadt im Sport hauptsächlich durch den Fußball bekannt. Es gab jedoch auch Erfolge im Wintersport, so wurde z. B. Hammerschmidt von der BSG Motor Steinach 1986 DDR-Meister im Ski-Spezialslalom und der Kombination. Im Folgenden ist aber von den Steinacher Fußballmannschaften die Rede.

### Anfänge bis 1945
Am 4. November 1908 wurde der 1. FC Steinach gegründet. Er fusionierte 1919 mit dem FC Teutonia zum Sportverein 08 Steinach. Durch den ersten Platz im Gau Südthüringen innerhalb der mitteldeutschen Fußballmeisterschaft 1932/33 qualifizierte sich der Verein für die zur kommenden Spielzeit neu eingeführten erstklassigen Gauliga Mitte. Bereits in der ersten Gauliga-Spielzeit 1933/34 wurde der SV Steinach Vizemeister und musste sich nur dem FC Wacker Halle geschlagen geben. Nach einem dritten Platz 1934/35 konnte das Spielniveau in der Saison 1935/36 nicht mehr gehalten werden, Steinach wurde nur Neunter, was den Abstieg in die Zweitklassigkeit bedeutete. Zur Saison 1938/39 gelang die Rückkehr in die Gauliga, erneut spielte der Verein gut mit und wurde am Ende Dritter. Nach der Saison zog sich der SV 08 Steinach jedoch, vermutlich kriegsbedingt, aus der Gauliga Mitte zurück. Steinach war aber 1940 im deutschen Pokalwettbewerb, dem Tschammerpokal, erfolgreich. In der 2. Runde besiegte der SV 08 den Gauligameister CSC 03 Kassel mit 4:2. Parallel dazu existierte der Arbeitersportverein ATV Steinach, dessen Fußballer in der Saison 1929/30 die Endrunde um die deutsche Meisterschaft erreichten. Über die Stationen FT Aschersleben und TSV Niederhaßlau drangen die Steinacher bis ins Halbfinale vor, wo die Mannschaft gegen den Bahrenfelder SV mit 1:7 verlor. 1933 wurde der ATV Steinach von den Nationalsozialisten verboten.

### Gründung der BSG Motor
Nach dem Ende des Zweiten Weltkrieges wurde der Sportverein 08 Steinach aufgelöst, da die Besatzungsmächte alle bürgerlichen Vereine verboten hatten. In der sowjetischen Besatzungszone wurden Sportwettkämpfe zunächst nur auf Kreisebene in so genannten Sportgemeinschaften erlaubt. So gründete sich im September 1945 die Sportgemeinschaft Steinach, deren Fußballmannschaft in der Kreisklasse, ab 1948 in der Landesklasse Thüringen spielte. 1950 wurden die Sportgemeinschaften in Betriebssportgemeinschaften (BSG) umgewandelt, die von so genannten Trägerbetrieben finanziell getragen wurden. In Steinach entstand so die BSG Mechanik, die ein Jahr später in BSG Stahl Steinach umbenannt wurde. Am 1. März 1952 trat die BSG dann endgültig als Motor Steinach auf. Nachdem 1952 mit der Einrichtung der DDR-Bezirke die Fußball-Landesklassen abgeschafft wurden, spielte die BSG Motor in der Bezirksliga Suhl weiter.

### Zwischen I. und II. DDR-Liga 1957–1963
1956 wurde die Mannschaft Bezirksmeister und stieg in die zu dieser Zeit drittklassige II. DDR-Liga auf. Dort erreichte man 1957 den 3. Platz und 1958 den Staffelsieg. Auch die Aufstiegsrunde wurde erfolgreich absolviert, und so konnte Motor Steinach 1959 in der I. DDR-Liga zweitklassig spielen. Die Ligaspiele konnten im 1958 eingeweihten Stadion am Fellberg stattfinden, allerdings hatte die Mannschaft nicht die ausreichende Stärke und verpasste am Ende der Spielzeit als Drittletzter um einen Punkt den Klassenerhalt. 1960 wurden die Steinacher erneut Staffelsieger in der II. DDR-Liga, scheiterten diesmal aber in der Aufstiegsrunde. 1961/62 wurde der Fußballbetrieb wieder auf den Herbst-Frühjahr-Rhythmus umgestellt, und alle Mannschaften mussten als Übergang eine Dreierrunde absolvieren. Nach 39 Spielen wurde Motor Steinach Staffelzweiter, und dies reichte zum Aufstieg, da die I. DDR-Liga inzwischen auf zwei Staffeln aufgestockt worden war. Die Mannschaft hatte sich schon 1961 durch die talentierten Nachwuchsspieler Rudi Bätz und Günter Queck sowie durch den Verteidiger Wolfgang Wenke von Vorwärts Cottbus verstärkt, und für die neue Saison in der I. DDR-Liga konnten noch Ulrich Speerschneider vom SC Motor Karl-Marx-Stadt und Herbert Fölsche (11 Oberligaspiele für den SC Motor Karl-Marx-Stadt) gewonnen werden. Derart gerüstet gelang der Mannschaft unter ihrem Trainer Heinz Leib als Aufsteiger der Durchmarsch durch die I. DDR-Liga zum Platz 1 am Ende der Saison und der gleichzeitigen Qualifikation für die DDR-Oberliga. Maßgeblichen Anteil an diesem überraschenden Erfolg hatte der Stürmer Werner Linß, dessen überragende Form mit dem Einsatz in zwei Spielen der DDR-Nationalmannschaft belohnt wurde (9. Dezember 1962 Mali-DDR 1:2, 16. Dezember 1962 Guinea-DDR 2:3). Es war ein seltenes Ereignis, dass ein Zweitligaspieler zum Nationalspieler wurde.

### Oberligajahre 1963–1965
Mit nur 8.000 Einwohnern war Steinach zur kleinsten Oberligastadt geworden. Wider Erwarten spielte Motor Steinach auch in der höchsten DDR-Fußballklasse eine gute Rolle. Der 2:1-Sieg gegen Meister SC Motor Jena im ersten Heimspiel vor 25.000 Zuschauern war keine Eintagsfliege. Nachdem die Mannschaft zeitweise auf dem zweiten Tabellenplatz gelegen hatte, schloss sie die Saison 1963/64 mit einem siebten Platz ab. In der Spielzeit 1964/65 bewahrheitete sich die Fußballweisheit, dass für einen Aufsteiger das zweite Jahr stets das schwierigste ist. Nur acht Siege bei drei Unentschieden und 15 Niederlagen reichten nicht für den Klassenerhalt, als Tabellenletzter musste Motor Steinach wieder in die Zweitklassigkeit zurück. Die Bilanz der beiden Oberligajahre schlägt sich in der ewigen Oberligatabelle wie folgt nieder: Unter 46 beteiligten Mannschaften erreichte Motor Steinach den 33. Rang, und von den sieben Teams, die nur zwei Spielzeiten absolvierten, war nur Empor Lauter erfolgreicher.
| Stammelf der Oberligajahre 1963 bis 1965 | Stammelf der Oberligajahre 1963 bis 1965 | Stammelf der Oberligajahre 1963 bis 1965 | Stammelf der Oberligajahre 1963 bis 1965      |
| Name                                     | Position                                 | Oberligaspiele in Steinach               | späterer Werdegang                            |
| ---------------------------------------- | ---------------------------------------- | ---------------------------------------- | --------------------------------------------- |
| Bernd Florschütz                         | Tor                                      | 33                                       | bis zum Ende der Karriere in Steinach* (1974) |
| Wolfgang Wenke                           | Rechter Verteid.                         | 25                                       | * (1972)                                      |
| Horst Schellhammer                       | Stopper                                  | 43                                       | 1971 Chemie Lauscha                           |
| Karl Schubert                            | Linker Verteid.                          | 51                                       | * (1968)                                      |
| Herbert Fölsche                          | Rechter Läufer                           | 48                                       | * (1967)                                      |
| Werner Luthardt                          | Linker Läufer                            | 52                                       | 1967 Motor Rudisleben                         |
| Günter Queck                             | Rechtsaußen                              | 47                                       | * (1975)                                      |
| Emil Kühn                                | Halbrechts                               | 37                                       | * (1967)                                      |
| Gerhard Elmecker                         | Mittelstürmer                            | 43                                       | 1965 Wismut Gera                              |
| Werner Linß                              | Halblinks                                | 48                                       | * (1975)                                      |
| Ulrich Sperschneider                     | Linksaußen                               | 29                                       | 1967 Motor Sonneberg                          |

### DDR-Liga und Bezirksliga nach 1965
Nach dem Oberligaabstieg spielte die BSG Motor noch einige Jahre in der Staffel Süd der DDR-Liga und konnte bis 1969 in der oberen Tabellenhälfte bestehen. Nachdem in der Saison 1969/70 der Klassenerhalt nur durch das bessere Torverhältnis gegenüber Motor Eisenach geschafft wurde, rettete im folgenden Jahr die Neustrukturierung der DDR-Liga in 5 Staffeln die Steinacher vor dem sicheren Absturz in die Drittklassigkeit. In der neugeschaffenen Staffel E konnte sich die Mannschaft wieder stabilisieren, bevor 1975 der Abstieg in die Fußball-Bezirksliga Suhl feststand. In den Jahren 1977, 1980, 1982 gelang jeweils der Wiederaufstieg in die DDR-Liga, dem ebenso oft wieder der Abstieg folgte. In der ewigen Tabelle der DDR-Liga belegt Motor Steinach mit 15 Spielzeiten und 386 Spielen, von denen 124 gewonnen wurden, den 43. Rang.

### Neugründung des SV Steinach 08
Der Wegfall des planwirtschaftlichen Systems als Folge der politischen Wende in der DDR ab 1989 brachte alle Betriebssportgemeinschaften in ökonomische Bedrängnis, andererseits wurde wieder die Gründung privatrechtlicher Vereine möglich. In Steinach gründeten daraufhin ehemalige Mitglieder der BSG Motor am 28. Februar 1990 den Sportverein Steinach 08 nach dem Vorbild eines bis 1945 existierenden namensgleichen Vorgängers. Neben Fußball werden Wintersport, Kegeln, Tischtennis, Volleyball, Turnen/Gymnastik und Taekwondo angeboten.
Die Erste Fußballmannschaft, die am Ende des DDR-Spielbetriebs viertklassig war, wurde 1991 „Gründungsmitglied“ der Landesklasse Thüringen. Dem Verein gelang 2003 der Aufstieg in die zu diesem Zeitpunkt fünftklassige Thüringenliga, aus der sich der Verein nach der Saison 2008/09 in die achtklassige Bezirksliga zurückzog. Der letzte Erfolg war der Gewinn der Meisterschaft in der Kreisoberliga Südthüringen in der Spielzeit 2018/2019.